# Sokollu-Mehmed-Pascha-Moschee

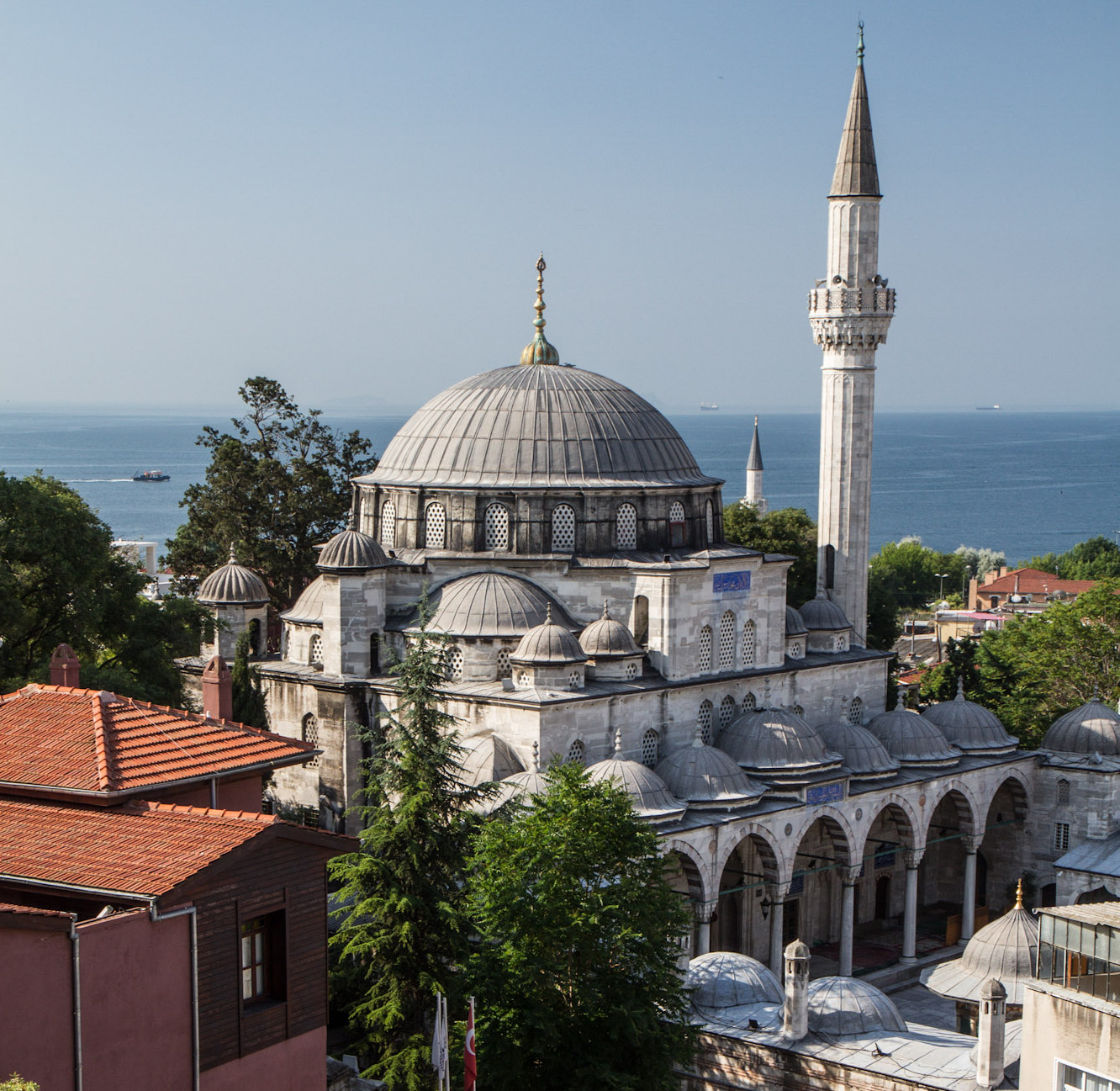
Sokollu-Mehmed-Pascha-Moschee

Die Sokollu-Mehmed-Pascha-Moschee (türkisch Sokollu Mehmet Paşa Camii) ist eine osmanische Moschee im Istanbuler Stadtbezirk Fatih. Sie ist Teil einer religiösen Stiftung des osmanischen Großwesirs Sokollu Mehmed Pascha und seiner Frau İsmihan Sultan. Der Architekt Sinan plante und erbaute sie in den 1560er und 1570er Jahren. Die Moschee ist Bestandteil eines sozio-religiösen Komplexes (Külliye), bestehend aus der Moschee selbst, einer Medrese, einem Derwischkonvent (Tekke), öffentlichen Latrinen und einem Wasserreservoir mit Straßenbrunnen. Das Bauwerk ist bekannt für die herausragende Qualität seiner Fayence-Fliesen aus İznik-Keramik.

## Lage
Die Moschee liegt auf einer felsigen Anhöhe im Stadtteil Kadırga, unterhalb des Hippodroms im Istanbuler Stadtbezirk Fatih. Das Gelände fällt sowohl nach Nordwesten wie auch nach Südosten ab.

## Geschichte
Die Moschee wurde von dem Hofarchitekten Sinan für den Großwesir Sokollu Mehmed Pascha und dessen Ehefrau İsmihan Sultan gebaut. İsmihan war die Tochter Selims II. und Enkelin von Süleyman I.:331–335 Nach einer Inschrift am nördlichen Eingang zum Innenhof wurde die Moschee im Jahr 979 nach islamischer Zeitrechnung (1571/72) vollendet. Obwohl İsmihan und ihr Ehemann die Moschee gemeinsam stifteten, ist in der Inschrift nur Sokollu Mehmed Pascha genannt.:335–337

## Architektur

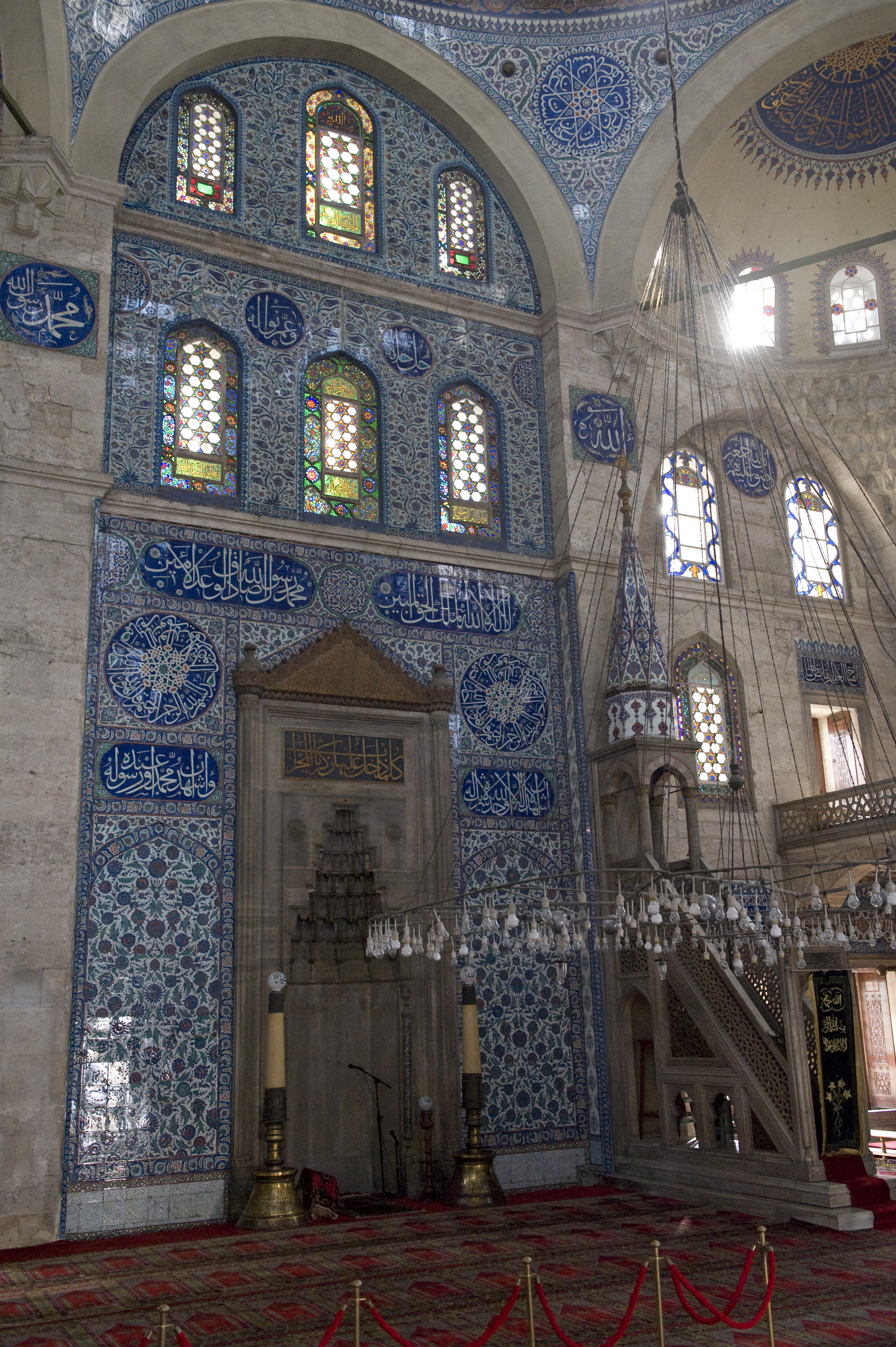
Mihrab und Minbar

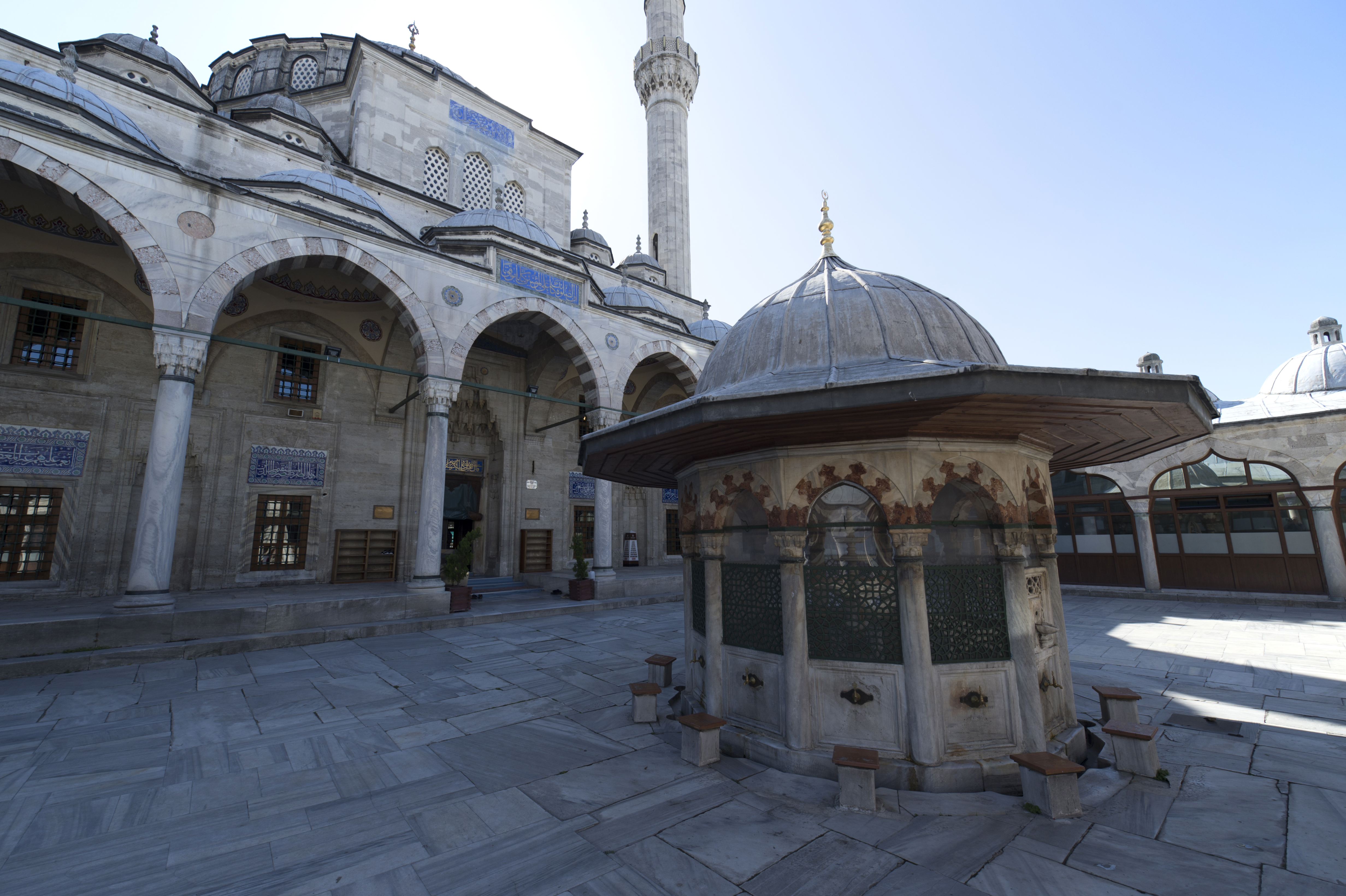
Innenhof mit Şadırvan

Die Moschee liegt an einem felsigen Hang. Architekt Sinan löste das Problem des Höhenunterschieds mit einem zweistöckigen Innenhof. Das Untergeschoss war in Geschäfte unterteilt, deren Mieten den Unterhalt der Moschee mitfinanzierten. Im oberen Stockwerk befindet sich nun ein großzügiger Hof mit Kolonnaden, kleinere Räume mit jeweils einem kleinen Fenster, einem Kamin und einer Nische, in der Bettwaren aufbewahrt werden konnten. Hier befanden sich die Wohnungen für die Medrese. Auf der vierten Seite befindet sich die Moschee selbst, die sich zum Hof über eine Vorhalle öffnet, die höher als die Kolonnaden ist, aber deren Gestaltungsmerkmale mit kleinen Kuppeln und sieben Jochen mit Rundbögen aufnimmt. Diese ruhen auf sechs Säulen aus prokonnesischem Marmor. Oberhalb der großen Fenster und der Portale in den beiden äußeren Gewölbejochen finden sich weiße Inschriften auf blauem Grund mit roten, floralen Rahmen. Das Minarett, mit einem einzelnen Balkon, entspringt der südöstlichen Ecke der Vorhalle. Seine in Spitzbögen mit eingezeichneten Rosetten endenden Mauerrippen greifen das Dekor der großen Innenpfeiler auf. Der zentrale Şadırvan im Innenhof wird von einer Kuppel überspannt, die von zwölf Säulen getragen wird.:339
Das Gotteshaus wurde über einem hexagonalen Grundriss in einem Rechteck von 15,5 × 19 m erbaut und ist von einer Kuppel mit vier begleitenden Halbkuppeln überspannt. Die zentrale Kuppel ist 13 Meter breit und 22 Meter hoch.:340 Halbkuppeln mit Stalaktitengewölben flankieren die Gewölbebögen. Diese passen sich den asymmetrischen Dreiecken zwischen der Hauptkuppel und den Wänden der Gebetshalle ein. Die architektonische Lösung dieser Übergangszone in der Sokollu-Mehmed-Moschee ist einzigartig und trägt zur einheitlichen Wahrnehmung des Innenraums bei. Im Osten und Westen finden sich breite Seitenemporen.:276
Das Innere der Moschee ist verziert mit prächtigen İznik-Keramikfliesen mit floralem und vegetablem Dekor in Blau, Rot und Grün und Paneelen mit weißer Thuluth-Schrift auf blauem Hintergrund.:101–107 Die zentrale Schildwand der Qibla ist in voller Höhe ausgefliest. Die Säulen sind in mehrfarbigem Marmor gehalten. Der Minbar ist aus weißem Marmor mit einem konischen Deckel gearbeitet und mit Fayencen verkleidet. Die Fenster der Mihrab sind mit Glasmalereien verziert. Über dem Haupteingang befindet sich umrahmt von einer vergoldeten Messinglünette ein Fragment der Kaaba in Mekka. Weitere Fragmente der Kaaba befinden sich in dem Minbar und dem Mihrab.:105 Teile der Moschee tragen noch die Originalbemalung, unter anderem im Vestibül des Nordeinganges auf den Konsolen der Balkone über dem Eingang und an den Decken der seitlichen Galerien.:341
Da das Baugelände des Komplexes nach Südwesten hin abfällt, ist der Innenhof der Medrese auf einer Aufschüttung errichtet. Ihr Haupteingang befindet sich auf der Südwestseite. Vom weiten Eingangsbogen führt eine steile Treppe unter dem überkuppelten Hörsaal hindurch hoch zum Innenhof der Medrese. Ein offener Gang führt von der Treppe weiter an der Westseite der Moschee entlang. Am Ende biegt er im rechten Winkel durch einen Torbogen hindurch in ein Torhaus mit einer Kuppel ab, welches zu einer Ecke des Innenhofs der Medrese führt. Vom nordöstlichen Eingangstor in der Umfassungsmauer gelangt man in einen kleinen Vorhof, aus diesem in ein dem südwestlichen baugleiches Torhaus in die gegenüberliegende Ecke des Hofs.
Hinter der Moschee befindet sich, ungewöhnlich für die osmanische Architektur des 16. Jahrhunderts, eine ehemalige Sufi-Tekke. Diese ist durch eine Mauer mit einem engen Durchlass auf Eingangsebene von Moschee und Medrese getrennt und liegt fast versteckt hinter dem symmetrisch und monumental angelegten Komplex aus Moschee und Medrese. Sokollu Mehmed Pascha hatte die Tekke für seinen eigenen geistlichen Ratgeber errichten lassen, den einflussreichen Scheich der Halveti-Tarīqa Nureddinzade Mustafa Muslihuddin, einen prominenten Unterstützer der osmanischen Staatsreligion. Die Medrese ist um eine überkuppelte Zeremonienhalle (tevhidhane) und zwei Höfe erbaut. Eine Treppe hinter der Zeremonienhalle verbindet die beiden auf unterschiedlichen Ebenen liegenden Höfe. Um die Höfe herum sind 30 Derwischzellen angeordnet, 21 auf der Höhe des Eingangs, neun eine Etage tiefer im südwestlichen Abschnitt des Hofs. In der Südecke auf der Eingangsebene befindet sich ein größerer Raum. Genau darunter liegen Räume, die wohl der Versorgung der Tekke dienten, da die Stiftungsurkunde des Paschas keine eigene Küche (Imaret) verzeichnet. Im Stockwerk unter dem Tevhidhane liegen Bäder und Latrinen, die vom unteren Hof her zugänglich sind. In der Ostecke auf der Eingangsebene befindet sich ein fensterloser Raum, der wahrscheinlich der spirituellen Einkehr (Halvet) diente.